# كاترين ياكوبسدوتير
كاترين ياكوبسدوتير (من مواليد 1 فبراير 1976) سياسية أيسلندية شغلت منصب رئيسة وزراء آيسلندا الثامنة والعشرين منذ عام 2017. وهي عضو في ألثينغي عن دائرة ريكيافيك الشمالية منذ عام 2007. وهي عضو في عن حركة اليسار الأخضر في عام 2003 وترأسه منذ عام 2013. كما شغلت كاترين منصب وزير التعليم والعلوم والثقافة في أيسلندا والتعاون في الشمال من 2 فبراير 2009 إلى 23 مايو 2013. وهي ثاني رئيسة وزراء أيسلندا بعد يوهانا سيغورذاردوتير. عينت في 19 فبراير 2020 رئيسة لمجلس القيادات النسائية العالمية.

## تعليم
تخرجت كاترين من جامعة أيسلندا في عام 1999 بدرجة البكالوريوس وتخصص في اللغة الأيسلندية وتخصص ثانوي في اللغة الفرنسية. وواصلت دراستها لإكمال درجة الماجستير في الآداب في الأدب الأيسلندي من جامعة آيسلندا في عام 2004 ، للحصول على أطروحة حول أعمال كاتب الجريمة الأيسلندي الشهير أرنالدور إندريداسون.

## روابط خارجية
- كاترين ياكوبسدوتير على موقع IMDb (الإنجليزية)
- كاترين ياكوبسدوتير على موقع مونزينجر (الألمانية)